# آن كاري
آن كاري (بالإنجليزية: Anne Curry)‏ هي مختصة في الدراسات القروسطية ‏ ومؤرخة بريطانية، ولدت في 27 مايو 1954 في تشترلي ستريت ‏ في المملكة المتحدة.